# Cyperus diffusus
Cyperus diffusus är en halvgräsart som beskrevs av Vahl. Cyperus diffusus ingår i släktet papyrusar, och familjen halvgräs. IUCN kategoriserar arten globalt som livskraftig.

## Underarter
Arten delas in i följande underarter:
- C. d. diffusus
- C. d. latifolius

## Bildgalleri

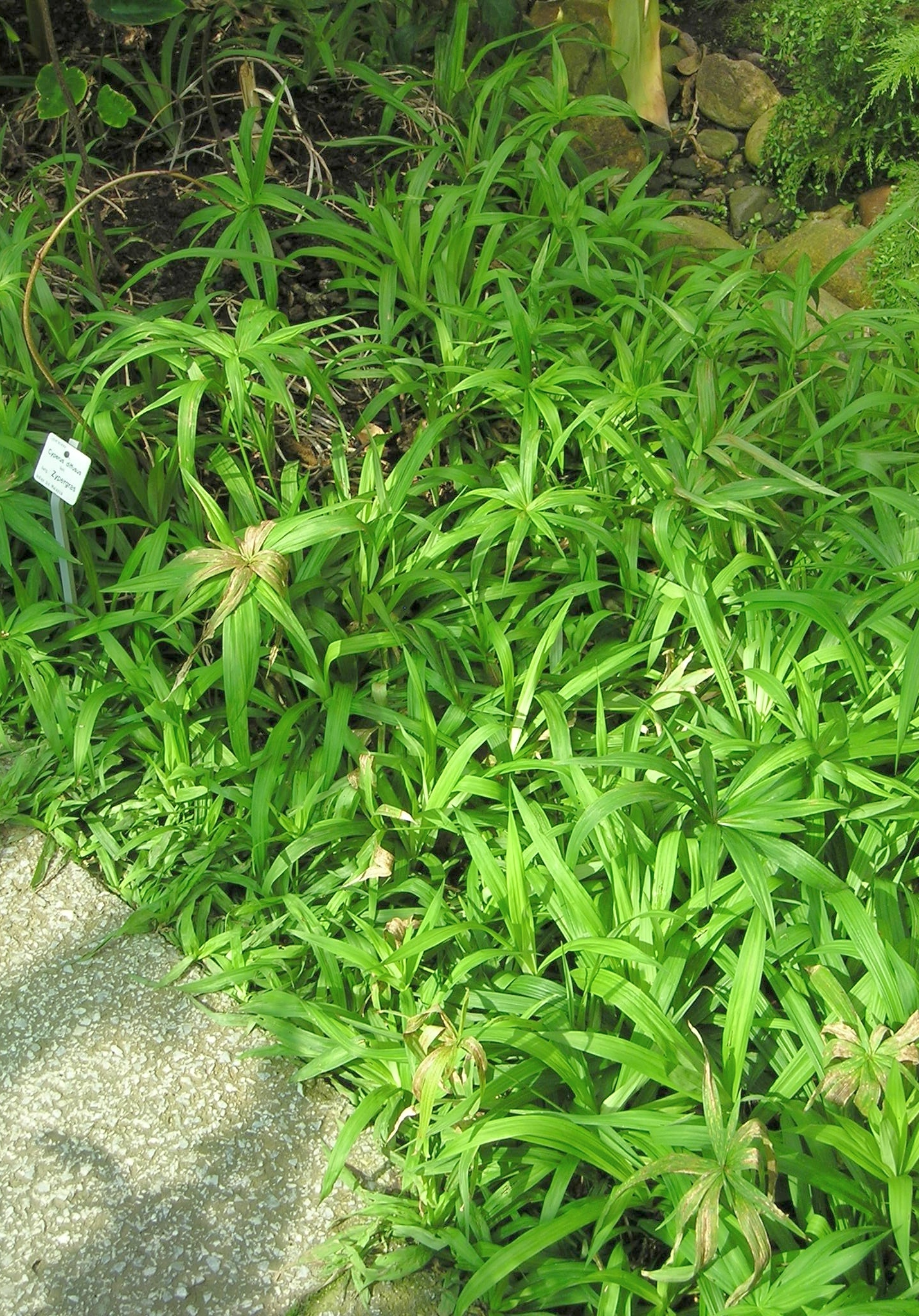